# Raatosaari (ö i Södra Österbotten)
Raatosaari är en ö i Finland. Den ligger i sjön Pusaanjärvi och i kommunen Etseri i den ekonomiska regionen  Kuusiokunnat  och landskapet Södra Österbotten, i den sydvästra delen av landet, 260 km norr om huvudstaden Helsingfors. Öns area är 0,5 hektar och dess största längd är 110 meter i sydväst-nordöstlig riktning.